# Stuart Harry Axwijk
Stuart Harry Axwijk (Carolina, 1 januari 1920 – Groningen, 19 maart 1961) was een Surinaams geneeskundige en politicus.
Nadat hij mulo had gedaan aan de Graaf van Zinzendorfschool ging hij medicijnen studeren. Eind 1945 slaagde hij daarvoor aan de Geneeskundige School in Paramaribo waarna hij onder andere als gouvernementsgeneesheer werkte bij 's Landshospitaal en ook  als districtsgeneesheer werkzaam was. Daarnaast was hij actief in de politiek. Zo was hij ondervoorzitter voor de Nationale Partij Suriname (NPS) in Paramaribo voor hij in 1951 voor de partij gekozen werd als lid van de Staten van Suriname. Begin 1955 werd hij met twee andere NPS-Statenleden (Rudolf Bernhard William Comvalius en H.C. van Ommeren) geroyeerd door die partij waarop hij zich aansloot bij de mede door David Findlay opgerichte Surinaamse Democratische Partij (SDP) die bij de verkiezingen van 1955 als onderdeel van het Eenheidsfront deelnam. Voor die partijcombinatie keerde hij terug in de Staten en begin 1957 werd hij de Statenvoorzitter. Na de vervroegde verkiezingen midden 1958 kwam de SDP niet meer terug in de Staten en daarmee kwam een einde aan zijn politieke carrière waarop hij in 1959 zijn studie voortzette aan de Rijksuniversiteit Groningen. In augustus 1960 werd hij ernstig ziek en begin 1961 overleed hij in Nederland op 41-jarige leeftijd.